# 柑橘 (佛羅里達州)
柑橘（英語：Tangerine）是位於美國佛羅里達州橙縣的一個人口普查指定地區。

## 地理
柑橘的座標為28°45′31″N 81°37′55″W / 28.75861°N 81.63194°W，而該地最高點為海拔高度46米（即151英尺）。

## 人口
根據2010年美國人口普查的數據，柑橘的面積為13.70平方千米，當中陸地面積為11.80平方千米，而水域面積為1.90平方千米。當地共有人口2868人，而人口密度為每平方千米209人。